# Георги Петров (политик, 1919)
Вижте пояснителната страница за други личности с името Георги Петров.
Георги Петков Петров е български политик от БКП.

## Биография
Роден е на 20 юни 1919 г. в старозагорското село Медникарово. От 1934 г. е член на РМС, а от 1938 г. и на БКП. Завършва икономика. Докато учи е секретар на БОНСС. През 1942 г. е осъден на затвор за комунистическа дейност. След 9 септември 1944 г. е секретар на Околийския комитет на БКП в Харманли, а по-късно и секретар на Окръжния комитет на БКП в Хасково. От 1961 е първи секретар на Окръжния комитет на БКП в Кърджали. От 5 ноември 1962 г. до 4 април 1981 г. е кандидат-член на ЦК на БКП. От 4 април 1981 до 5 април 1986 г. е член на ЦК на БКП.